# جوزفين وو
جوزفين وو (بالصينية: 吳宛菱) هي لاعبة كرة الريشة كندية، ولدت في 20 يناير 1995 في إدمونتون في كندا.

## وصلات خارجية
- جوزفين وو على موقع BWF.tournamentsoftware.com (الإنجليزية)
- جوزفين وو على موقع BWFbadminton.com (الإنجليزية)
- جوزفين وو على موقع اللجنة الأولمبية الدولية (الإنجليزية)
- جوزفين وو على موقع أوليمبيديا (الإنجليزية)
- جوزفين وو على موقع اللجنة الأولمبية الكندية (الإنجليزية)